# Еквилибријум (филм)
Еквилибријум (енгл. Equilibrium — од лат. æquus /једнак/ + лат. lībra /вага: равнотежа/) амерички је дистопијски научнофантастични филм из 2002. године, режисера Курта Вимера. Главне улоге играју Кристијан Бејл, Емили Вотсон и Теј Дигс.
Филм прати Џона Престона (Бејл), полицајца из будућности у којој су осећаји, уметност, уметничко изражавање и сл. законом забрањени, а грађани који исто упражњавају бивају упуцани, спаљени или усмрћени на неки други начин. Да би се спречио сваки вид емоција, сви морају себи да специјалном бризгалицом-пиштољем убризгавају одређене дозе инјекција у којима су разни психоактивни лекови — и то на дневној бази. Након што случајно прескочи дозу, Престона после дуго времена преплаве емоције те почиње да осећа и пропитује сопствену моралност, лагано постајући мање и мање окрутан при обављању свог посла и истовремено покушавајући да остане неоткривен у сумњивом друштву с којим живи. У коначници, он помаже покрету отпора користећи напредне борилачке вештине, које је научио захваљујући самом режиму који сада руши.
Филм је у Финској приказан под насловом Cubic (Кубични), а у Јапану — Rebellion (јап. リベリオン — Побуна, Устанак).

## Радња
Година је 2072. Живот се одвија у Либрији, граду-држави коју су основали они који су преживели Трећи светски рат којим је остатак света комплетно девастиран. Тоталитарна влада захтева од свих грађана да себи сваки дан посебно дизајнираном полуаутоматском бризгалицом дају инјекције масовно коришћеног лека „Прозијум II”, захваљујући којем се у потпуности потискују емоције и тако подстиче што већа роботска логичка послушност као разуму једина преостала фунцкија. Сав емоционално стимулативан материјал је строго забрањен, а „Осећајни преступници” — они који не узму своју дозу Прозијума или понашањем одају да уживају осећаје — кажњавају се смрћу, пошто влада тврди да су узрок свих пређашњих ратова и насиља емоције. Либријом управља Савет Тетраграматон, на челу са „Оцем”, ког се једино може видети на огромним видео-екранима постављеним у целом граду. На врху либријске полиције, односно службе за провођење закона, налазе се „Граматон клерици” — добро истренирани ган ката борци. Клерици повремено врше рације још неоткривених ’тајних’ региона, скровишта и просторија у близини града како би пронашли и уништили сав илегални материјал — било каква уметничка дела, укључујући слике, књиге, плоче и сл. — те погубили људе који их скривају. Покрет отпора, познат као „Подземље”, постоји с циљем рушења терористичког популистичког апсолутног режима (желе да убију Оца и укину Тетраграматон); међутим, ни полиција ни клерици ни Отац не знају где је тачно Подземље, ни колико је бројно, ни како га уништити (што хоће да открију већ дуже време).
Џон Престон (Кристијан Бејл) високорангирани је клерик. Његова супруга, Вивијана (Алекса Самер / Марија Пија Калцоне), погубљена је као Осећајни преступник. Након рације, Престон уочи како његов партнер — Ерол Партриџ (Шон Бин) — сачува песмарицу уместо да је преда на спаљивање. Престон упрати Партриџа, који се скрива у једном од склоништа да би читао књигу. Партриџ признаје Престону да верује како је погрешио што је служио влади; потврђује да су последице осећања емоција „висока цена”, али и додаје „Радо ћу је платити.” — посежући за свој пиштољ. Престон бива приморан да га смакне.
Престон све чешће ружно сања о својој супрузи и дану када је ухапшена. Због непажње разбије бочицу у којој му је била дневна доза Прозијума, али уто уђе његов син Роби (Метју Харбор) и подсети га како мора пријавити ово што се десило и затражити заменску дозу — на што он и пристаје; међутим, ипак не стигне пре наредне рације отићи у „Еквилибријум” (енгл. Equilibrium) — зграду у којој се врши преузимање и евидентирање Прозијума. Као резултат, почиње осећати кратке епизоде емоција које му евоцирају сећања, узбуњују осећања и чине га свеснијим свог живог окружења које хтело или не осећа бол. Он од тада намерно прескаче неколико доза Прозијума и сакрива их иза огледала у свом купатилу.
Престоновог партнера је заменио каријериста Ендру Брант (Теј Дигс), који истиче своје дивљење Престоновом ’бескомпромисном’ раду клерика. Током прве заједничке рације, хапсе Мери О’Брајен (Емили Вотсон) — грађанку која је идентификована као Осећајни преступник и чију су собу пуну шарених уметнина пронашли иза уобичајеног тамносивог зида који је исти у свим домовима. На Брантово изненађење, Престон га спречава у егзекуцији О’Брајенове на лицу места и инсистира на томе да је оставе у животу ради испитивања (иако је Отац недавно наредио да се преступници од сада убијају на лицу места). Брант лагано постаје сумњичав због Престоновог оклевања када треба погубити Осећајне преступнике и уништити заплењени материјал. Као резултат својих емоција које држи у тајности, Престон осећа све већу грижу савести и потребу за кајањем због убиства Партриџа; такође развија емоционалну везу са О’Брајеновом. На крају открива доказе који га воде до састанка са Јургеном (Вилијам Фикнер), вођом отпора из Подземља. Јурген га уверава да мора извршити атентат на Оца; план је да здрави народ за време устаничког пуча диже у ваздух фабрике Прозијума и обрачунава се с полицијом како би је се истребило односно ослободило друштво.
Престона доводе пред потпредседника Савета, извесног Дупонта (Ангус Макфадјен); он открива да имају издајника у вишим ранговима клера, очигледно алудирајући на Престона, али потом баш њему даје задатак разоткривања и онемогућавања издајника. Ослобођен терета имплициране уплетености, Престон пристаје и поново даје обећање да ће чим пре лоцирати вођу Подземља. Сазнаје када је О’Брајенина заказана егзекуција, али га Јурген саветује да се не меша јер би могао саботирати планове за пуч. Јурген одлучује допустити Престону да похапси вође отпора, тако да овај придобије владино поверење и уговори састанак са Оцем лице у лице како би могао да изврши атентат на њега. У немогућности да поднесе погубљење Мери О’Брајен инсинерацијом, Престон трчи до спалионице како би га спречио; како год, не стиже на време: врата су закључана и не могу се више безбедно отворити, па Џон мора гледати Мери у лице док се турбине које распухују пламен пале и односе његову љубав у смрт. Брант потом затекне емоционално сломљеног Престона како плаче насред улице, испод степеница спалионице; моментално га хапси и одводи пред потпредседника Савета, са сигурношћу тврдећи како је нашао непознатог домаћег издајника. Међутим, Престон успе преварити и Дупонта и Бранта јер је претходно током велике рације — када му је Брант понудио свој пиштољ да смакне преступнике — он пиштоље заменио, тако да су на Брантовом пиштољу пронађени трагови из спалионице, а то што је Брант имао Престонов пиштољ код себе кад су били пред Дупонтом и има смисла (како је Престон и објаснио: Брант му је одузео пиштољ кад га је ухапсио ’недужног’). Док Бранта по свој прилици одводе на спаљивање, Престон схвата да ће му претражити стан ради формалности. Стога трчи кући да би уништио неискоришћене бочице Прозијума сакривене иза огледала, али остаје запрепашћен кад не угледа ниједну бочицу. У купатило тада улази Роби, његов син, и опомињући оца да следећи пут буде пажљивији показује бочице у својој руци; такође, са готово неприметним смешком на лицу, признаје да још од мајчине смрти ни он заправо не узима Прозијум те да тачно зна шта његов отац ради последње време.
За предају Јургена и осталих из покрета отпора полицији, Престон као награду добија специјални састанак са Оцем који је тражио. По доласку и почетку тестирања на евентуалне осећаје, открива да Брант заправо није ухапшен него је део трика којим Престон треба да буде у потпуности раскринкан — укључујући и везу с Подземљем. Такође се открива да је Дупонт прави Отац; тајно је заменио оригиналног Оца који је умро. Али постаје јасно и да Дупонт не узима Прозијум и да осећа веома добро. Изругује се Престону питајући га како је то издати Подземље. Разбешњен, Престон улази у сукоб са армијом чувара и савлађује све до једног како би се пробио до Дупонтовог уреда. Ту га дочека и Брант, ког неочекивано лако победи у борби катанама. У финалном ган ката обрачуну, Престон бива спретнији од Дупонта. Овај га моли за живот подсећајући га како он сам представља живот и осећа; пита га: „Да ли је стварно вредно цене?” Престон одговара Партриџевим последњим речима: „Радо ћу је платити.” Убија Дупонта и уништава командни центар који емитује пропагандне снимке Оца. За ово време, Подземље спроводи план уништења производних и складишних објеката за Прозијум, те у оружаним сукобима осваја кључне тачке у граду. Престон из Дупонтовог уреда посматра успешно провођење пуча, задовољан крајњим исходом; коначно му се на лицу може видети осмех.

## Улоге
- Кристијан Бејл као Џон Престон
- Емили Вотсон као Мери О’Брајен
- Теј Дигс као Ендру Брант
- Ангус Макфадјен као потпредседник Савета Дупонт
- Шон Бин као Ерол Партриџ
- Метју Харбор као Роби Престон
- Вилијам Фикнер као Јурген
- Шон Пертви као Отац
- Дејвид Хемингс као прокуратор
- Емили Сиверт као Лиза Престон
- Алекса Самер као Вивијана Престон[ВП 1]
- Марија Пија Калцоне као Престонова супруга[ВП 1]
- Доминик Персел као Шејмус
- Брајан Конли као надзорник читаонице
- Курт Вимер (камео) као жртва побуњеника

1. 1 2  Вивијана Престон: Алекса Самер и Марија Пија Калцоне обе играју исти лик у филму, али у заслугама се појављују засебно као „Вивијана Престон” и „Престонова супруга” (редом).

## Ган ката
Потпредседник Савета Дупонт (Ангус Макфадјен) описује ган кату у филму на следећи начин:
Кроз анализу хиљада снимљених борби које укључују ватрено оружје, клерик је одредио да је геометријска дистрибуција антагониста у било којој борби с ватреним оружјем статистички предвидљив елемент. Ган ката третира ватрено оружје као тотално оружје, [где] свака флуидна позиција представља максималну зону убијања, наносећи максималну штету максималном броју противника, док оног који се брани штити од статистички традиционалних трајекторија повратне паљбе. Поптуним мајсторством ове вештине, ваша пуцачка ефикасност ће се повећати не мање од 120%. Разлика од 63% повећане смртне ефикасности чини мајстора ган ката супарником ког не треба олако узимати.
Ган ката је фикцијска дисциплина борилачких вештина са оружјем. Ката (кин: 型, јап. かた) јапанска је реч за стандардне форме покрета и држања у каратеу, џиуџицуу, аикиду и многим другим традиционалним борилачким вештинама. Ган ката се заснива на претпоставци да, узимајући у обзир положаје учесника у оружаној борби, све путање испаљених пројектила могу статистички да се предвиде. Памћењем положаја, неко може пуцати на локацију на којој ће мета највероватније да се нађе — уместо циљања у мету у традиционалном смислу. Водећи се истим принципом, све трајекторије долазеће ватре такође су статистички предвидљиве — дакле, претпостављајући одговарајући став, неко може избећи пројектил за који је највећа вероватноћа да ће га погодити.
Ган ката приказана у Еквилибријуму је хибридна мешавина сопствених стилова ган кате сценаристе и режисера Курта Вимера (које је осмислио у свом дворишту) и стилова борилачких вештина које је одабрао кореограф за борбе Џим Викерс, заједно са елементима кинеског борилачког стила винг чун.

## Продукција
Већина филма снимљена је у Берлину, због јединствене мешавине фашистичке и модерне архитектуре. Према супервизору за визуелне ефекте Тиму Макговерну, који је радио поред Курта Вимера, фашистичка архитектура је одабрана „да би индивидуалац изгледао мало и безначајно тако да влада изгледа моћнија”. С друге стране, модерна архитектура Берлина истиче футуристички и столидни изглед града-државе Либрија. Дебеле зидове Либрије представљају напуштене војне базе Источне Немачке које личе на тврђаве, док је екстеријер града — где већина преживелих побуњеника живи — снимљен у оронулим суседствима Источне Немачке. Поред географске локације, неколико европских уметничких редитеља такође је дало значајан допринос у продукцији.
Локације снимања Еквилибријума укључују:
- Олимпијски стадион у Берлину, изграђен за Летње олимпијске игре 1936.
- Дојчландсхале, такође изграђена за Летње олимпијске игре 1936.
- Бранденбуршка капија у Берлину
- Аеродром Берлин-Темпелхоф, чија је изградња почела пре нациста али је завршена током Другог светског рата и приказује карактеристике нацистичког архитектонског филма
- Бундестаг (Берлински метро), модерна подземна недалеко од нове зграде Рајхстага + неки тунели Берлинског метроа; у време када је филм сниман, Бундестаг није био отворен, али 2009. је већ радио
- оронула источнонемачка суседства, као и напуштене масивне источнонемачке војне базе
- дистрикт EUR (Рим), који је основао фашиста Бенито Мусолини[6]

Иако је снимао научнофантастични филм, Вимер је првобитно избегавао футуристичку технологију која би могла постати застарела; такође, одлучио је да смести своју причу у неодређену будућност. „Хтео сам да направим више алтернативну стварност него да се нађем заробљен међу справицама научне фантастике”, објаснио је. „Заправо, нема технологије у Еквилибријуму која већ не постоји. Више је као паралелни универзум, перфектна поставка за параболу.”

## Одзив

### Критички пријем
Рецензентски агрегатор Rotten Tomatoes објавио је да је 38% критичара филму дало позитивну оцену; просечни скор је 4,8/10, на основу 84 рецензије, а консензус сајта је да је „Еквилибријум подгрејана збрка других скај-фај филмова.” На основу 267.700 хиљада оцена публике, добио је одобравање од 81% и оцену 3,7/5.
Metacritic је филму дао оцену 33 од 100, на основу 22 рецензије; наведено је да су у питању „генерално непожељне критике”. На основу 407 корисничких рецензија, добио је оцену 8,5 и „универзално одобравање”.
Елвис Мичел из Њујорк тајмса одбацио је изјаве да је Еквилибријум увелико базиран на делима Фаренхајт 451, Хиљаду деветсто осамдесет четврта, Врли нови свет и сличним фантастичним класицима.
Роџер Иберт је наградио филм са 3 звездице од могуће 4, изјавивши следеће: „Еквилибријум би био ’безуман’ акциони филм, осим што има ум. Не бави се с пуно дубоког размишљања, али за разлику од много футуристичких ’комбија’ НФ и СЕ, даје изјаву: Слобода је претња тоталитарним системима.”
Вимер је у интервјуу за магазин Дримсвоч рекао да „изгледа да су га схватили они који су платили” и како критичари „није изгледало да су увидели да филм има другу поруку” од оне у Фаренхајт 451 или 1984. Одговарајући на погледе критичара, Вимер је касније изјавио: „Је*еш критичаре. Зашто бих направио филм за некога с ким се не бих хтео дружити? Да ли сте икада упознали критичара с којим сте се хтели забављати? Ја нисам. [...] Ја правим филмове за људе који причају у кину са само једним захтевом — да се забаве.”

### Зарада
Филм је имао процењени буџет од 20 милиона америчких долара. Међународном продајом пре изласка већ је остварен профит, тако да је студио смањио промоцију филма и буџет за рекламирање како би избегао могући губитак новца; за последицу, кино издања су била ограничена.
Филм је приказан само у 301 кину, од којих је највише у Сједињеним Америчким Државама (као што је случај и с већином ограничених издања иначе). У седмици отварања зарадио је 541.512 долара, а само 1,2 милиона на затварању 26. децембра 2002. године. Међународна зарада је била 4,1 милиона долара; укупно 5,3 милиона долара у целом свету.

## Саундтрек
| Диск 1 1. Grammaton Cleric 2. Encounter 3. Cleric Preston 4. Burned 5. Evidence 6. Always Knew 7. Remember Me 8. Predict 9. Abduction 10. Don't Feel 11. Libra 12. Supression 13. Equilibrium 14. Breath Is Just A Clock 15. Gun Katas 16. Family 17. Without Love 18. Prozium 19. More Reprimand 20. Massacre 21. Father's Law 22. Mary's Museum 23. Discovered 24. Kata Moves | Диск 2 1. Hiden Souls 2. Practice 3. Nether 4. Try To Scape 5. Execution 6. Faith 7. By Me 8. Jurgen 9. You Know Why 10. Underground 11. Is Posible 12. No Time For Love 13. Final Countdown, Lost 14. Decision 15. Betrayed 16. Confront 17. You Must Kill Him 18. Cry For Freedom 19. Hard To Believed 20. Nothing To Hide 21. Master Gun Kata Fight 22. A New Begining 23. End Credits 24. Equilibrium (Withdrawals) 25. Double Of Equilibrium (Faith) 26. Equilibrium (Kata Fight) 27. Equilibrium (Hall Of Mirrors) |